# کامی پاپن تیسوت
 کامی پاپن تیسوت (فرانسوی: Camille Papin Tissot‎؛ زاده ۱۸۶۸ - درگذشته ۱۹۱۷) یک فیزیک‌دان اهل فرانسه بود. 